# Marionettstat
En marionettstat eller lydstat är en stat som är formellt självständig men i realiteten kontrolleras av en främmande makt. Detta kan ske antingen officiellt, genom fördrag som syftar till att underminera landets suveränitet, eller genom inofficiellt inflytande från utlandet. Termen används ofta som kritik mot enskilda länder eller regeringar som man anser företräda en främmande makts intressen.
Länder som i någon mån har påverkats av mäktigare riken har funnits genomgående i historien men först med att idén om juridisk statssuveränitet växte fram på 1700- och 1800-talen lades grunden för att särskilja moderna marionettstater, med anspråk på legal suveränitet och oberoende, från exempelvis medeltidens feodala vasallstater. Under franska revolutionskrigen och Napoleonkrigen ökade förekomsten av marionettstater i Europa väsentligt, samtidigt som många gamla vasallstater antingen införlivades i större riken eller erhöll formell självständighet.

## Historiska exempel

### 1800-talet
En av de första moderna marionettstaterna var Bataviska republiken som gjorde anspråk dels på formell självständighet och dels på folklig legitimitet på grund av det republikanska statsskicket. I praktiken var republiken dock en marionettstat till det revolutionära Frankrike. Efter att Napoleon Bonaparte utropat Franska kejsardömet etablerades åtskilliga nya marionettstater runtom i Europa allteftersom de franska arméerna erövrade nya territorier.

### 1900-talet
På 1900-talet blev marionettstater vanliga i det internationella systemet. På östfronten under första världskriget separerades stora områden från Kejsardömet Ryssland som nominellt blev självständiga länder men i praktiken lydde under Tyska riket. Utropandet av Kungariket Egypten år 1922 ledde till avskaffandet av det brittiska protektoratet och landet blev formellt självständigt, men i realiteten fortsatte Egypten att domineras av brittiska intressen fram till att monarkin störtades 1953. 1932 ockuperades Manchuriet av Kejsardömet Japan som lät bilda den nya staten Manchukuo, formellt självständig men i praktiken underordnad japanska intressen. USA styrde de facto flera stater i Centralamerika och Karibien från spansk-amerikanska kriget 1898 och banankrigen årtiondena därefter, trots att länderna formellt var självständiga.
Under andra världskriget bildade axelmakterna flera nya marionettstater på territorier man hade erövrat. Även de allierade hade marionettstater under kriget, främst kortlivade småstater angränsande till Sovjetunionen samt Kungariket Irak som underställdes de facto brittisk kontroll 1941.